# Shaolin Basket
Shaolin Basket (conosciuto anche come Kung Fu Dunk) è un film del 2008 diretto da Chu Yin-Ping.
Commedia a tematica sportiva che sembra avere rimandi al famoso fumetto Slam Dunk.

## Trama
Un ragazzo orfano, cresciuto in un tempio shaolin, è una testa calda e si ritrova spesso nei guai fino a quando viene cacciato dal tempio.
Grazie alle arti marziali è in grado di fare ottime acrobazie e con ciò riuscirà a entrare in una squadra di basket alla quale diventerà famoso e riuscirà a ritrovare la famiglia perduta per non parlare del fatto che troverà l'amore nella manager della squadra.